# Raimon de las Salas

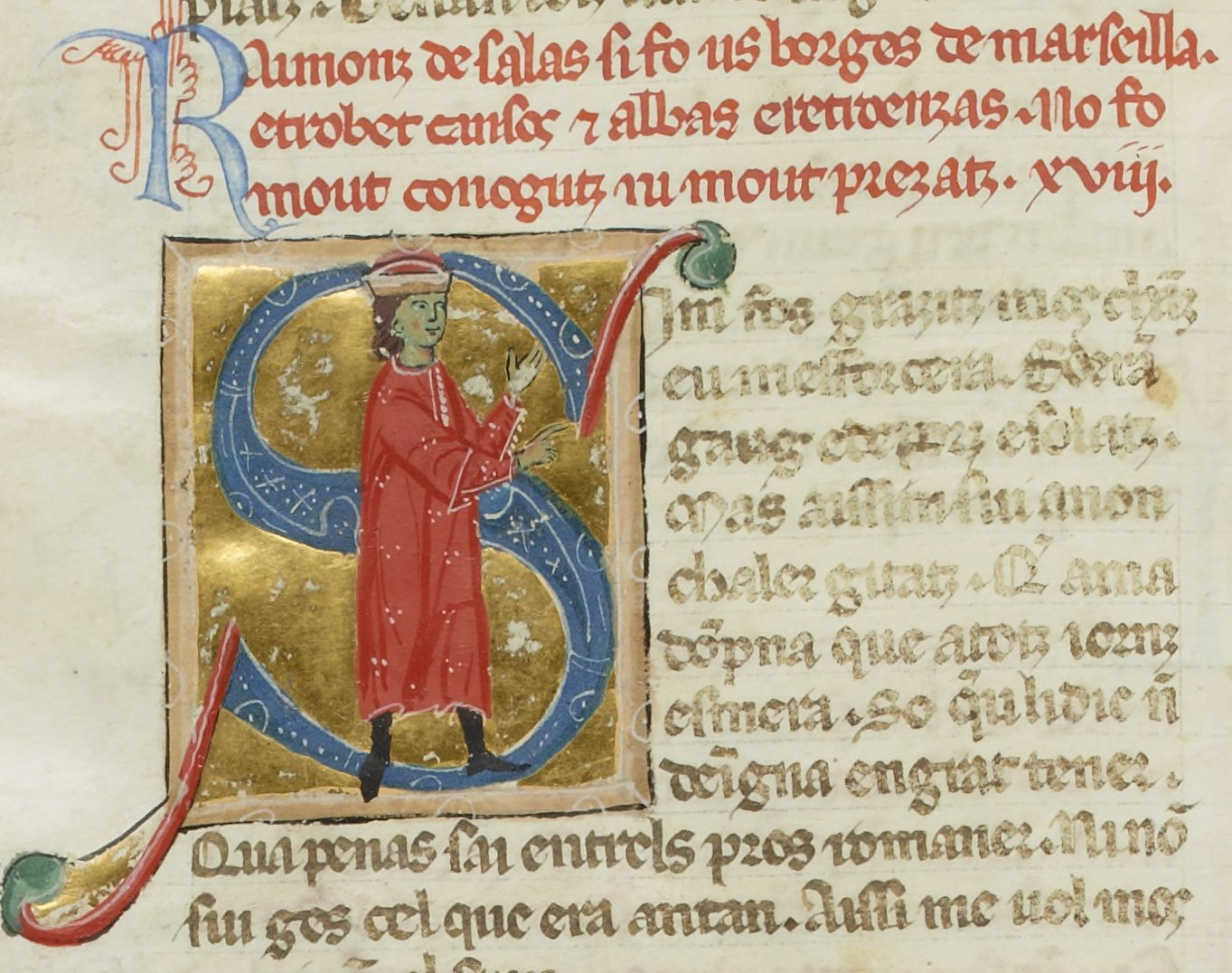
BnF ms. 854 fol. 108v

Raimon de las Salas (fl. primera meitat del s. XIII) fou un trobador occità. Se'n conserva una vida i sis composicions.

## Vida
De Raimon de las Salas es conserva una breu vida que indica que era un burgès de Marsella i que havia compost cançons, albas i retroenchas. Acaba dient que no fou gaire conegut ni apreciat. Les poques dades que ofereix la vida no són verificables.
Se'n conserven mitja dotzena de composicions; una alba, diverses cançons, un debat amb una dama.
L'obra més original és el partimen amb un tal Bertran on el tema és qui són millors, els llombards o els provençals: qui són més bons cavallers, més generosos, millors trobadors, quines dames són més belles, etc. Raimon defensa els provençals i Bertran (un llombard?), els llombards. Riquer, que l'edita, considera que es pot datar a partir de 1216.

## Obra
- (409,1)[4] Ancse m'avetz tengut a nonchaler
- (409,2) Dieus, aydatz (alba religiosa)
- (409,3) Donna, qar conoissenza e senz (tensó amb una dama; tensó fingida o dama no identificada)
- (409,4) No m puos partir
- (409,5) Si m fos grazitz mos chanz eu m'esforcera (tensó amb una dama; tensó fingida o dama no identificada)
- (83,1 = 406,16) Bertran, si fossetz tant gignos (Atribuïda a Raimon de Miraval (PC 406); però Riquer[5] s'inclina a creure que pot ser de Raimon de las Salas)

### Repertoris
- Guido Favati (editor), Le biografie trovadoriche, testi provenzali dei secc. XIII e XIV, Bologna, Palmaverde, 1961, pàg. 323
- Martí de Riquer, Vidas y retratos de trovadores. Textos y miniaturas del siglo XIII, Barcelona, Círculo de Lectores, 1995 p. 275-276 [Reproducció de la vida, amb traducció a l'espanyol, i miniatures dels cançoners I i K]
- Alfred Pillet / Henry Carstens, Bibliographie der Troubadours von Dr. Alfred Pillet […] ergänzt, weitergeführt und herausgegeben von Dr. Henry Carstens. Halle : Niemeyer, 1933 [Raimon de las Salas és el número PC 409]